# Five Dollars a Day
Five Dollars a Day es una película cómica dirigida por Nigel Cole y protagonizada por Christopher Walken, Alessandro Nivola y Sharon Stone. El proyecto data del año 2003 cuando Nick Cassavetes había firmado para dirigir, un año después fue reemplazado por John Curran, y finalmente, tres años más tarde Nigel Cole se encargaría de la película. Fue estrenada en el Festival Internacional de Cine de Toronto de 2008.

## Argumento
El conservador hijo de un ahorrativo estafador se une, de mala gana, a un viaje junto a su padre, después de ser liberado de prisión por uno de los crímenes de este.

## Reparto
- Christopher Walken - Nat Parker, un timador orgulloso de vivir con 5 dólares al día.
- Alessandro Nivola - Ritchie Flynn Parker, su conservador hijo.
- Sharon Stone - Dolores Jones
- Dean Cain - Rick Carlson
- Peter Coyote - Bert Kruger
- Amanda Peet - Maggie